# Równanie Darcy’ego-Weisbacha
Równanie Darcy’ego-Weisbacha – równanie opisujące spadek ciśnienia płynu powodowanego przez rozpraszanie energii mechanicznej za pośrednictwem tarcia podczas jego przepływu w przewodzie. Nazwa pochodzi od nazwisk dwóch inżynierów, Francuza Henry’ego Darcy’ego (1803–1858) i Niemca Juliusa Weisbacha (1806–1871). Współczesną formę równania podał w roku 1845 Weisbach.

## Postać równania
Równanie Darcy’ego-Weisbacha ma następujące równoważne sobie postacie:
{\displaystyle \Delta p=\lambda {\frac {L}{D}}{\frac {\rho u^{2}}{2}}}
lub
{\displaystyle \Delta h=\lambda {\frac {L}{D}}{\frac {u^{2}}{2g}},}
gdzie:
{\displaystyle \Delta p} – spadek ciśnienia [Pa],
{\displaystyle \Delta h} – wysokość strat ciśnienia [m],
{\displaystyle \lambda } – współczynnik oporu zależny od liczby Reynoldsa Re i chropowatości względnej rury (bezwymiarowy),
{\displaystyle L} – długość przewodu [m],
{\displaystyle D} – średnica (ew. zastępcza) przewodu [m],
{\displaystyle \rho } – gęstość płynu [kg/m³],
{\displaystyle u} – prędkość płynu [m/s],
{\displaystyle g} – przyspieszenie ziemskie [m/s²].

### Postać rozszerzona
Uwzględniając opory lokalne:
{\displaystyle \Delta p={\frac {u^{2}\rho }{2}}\left(\lambda {\frac {L}{D}}+\zeta _{1}+\zeta _{2}+\ldots \right)}
lub
{\displaystyle \Delta p=\lambda {\frac {L_{e}}{D}}{\frac {u^{2}\rho }{2}};\ L_{e}=L+(n_{1}+n_{2}+\ldots )D,}
gdzie zarówno {\displaystyle \zeta _{i},} jak i {\displaystyle n_{i}} nazywane są współczynnikami oporów lokalnych i są one zestawione w tablicach.

## Liczba Reynoldsa
Liczba Reynoldsa dla przepływu w przewodzie zamkniętym dana jest wzorem:
{\displaystyle \mathrm {Re} ={\frac {uD\rho }{\eta }},}
gdzie:
{\displaystyle D} – średnica hydrauliczna przewodu [m],
{\displaystyle u} – średnia prędkość płynu [m/s],
{\displaystyle \rho } – gęstość płynu [kg/m³],
{\displaystyle \eta } – lepkość dynamiczna płynu [Pa s].

## Współczynnik oporu
Dla Re < 2100:
{\displaystyle \lambda ={\frac {a}{\mathrm {Re} }}}
Czynnik {\displaystyle a} wynosi dla przewodów:
- kołowych {\displaystyle a=64,}
- kwadratowych {\displaystyle a=57,}
- pierścieniowych {\displaystyle a=96,}
- prostokątnych o stosunku boków 1:2 {\displaystyle a=59.}

Dla rury gładkiej oraz 3×10³ < Re < 105 stosuje się powszechnie tzw. wzór Blasiusa:
{\displaystyle \lambda ={\frac {0{,}3164}{\sqrt[{4}]{\mathrm {Re} }}}.}
Dla rur o chropowatości(k) i przepływie z liczbą Re > 3×10³ (wzór Colebrooka-White’a):
{\displaystyle {\frac {1}{\sqrt {\lambda }}}=-2\lg \left({\frac {2{,}5}{\mathrm {Re} {\sqrt {\lambda }}}}+{\frac {k}{3{,}7d}}\right),}
gdzie:
{\displaystyle d} – średnica rury.
Wzór ten by obliczyć współczynnik oporu wymaga zastosowania metod numerycznych. By w łatwiejszy sposób obliczyć ten współczynnik powstało wiele innych wzorów upraszczających powyższy.
Dla 105 < Re < 108 istnieje wiele konkurencyjnych wzorów empirycznych, z których najpopularniejszym jest:
{\displaystyle \lambda =0{,}0032+{\frac {0{,}221}{\mathrm {Re} ^{0{,}237}}}.}